# Skånska målarskolan

Skånska målarskolan är en tidigare konstskola  i Malmö med verksamhet från 1925 till omkring 2011. Den grundades 1925 av silversmeden Märta af Ekenstam (1880-1939). 1927 övertog konstnären Tage Hansson (1889-1968) skolan. Hans son, Bengt Hansson (1925-2000), tog över 1960 och drev skolan till 1988 då Medborgarskolan blev huvudman.

## Historik
Märta af Ekenstam startade 1925 Skånska målarskolan i Malmö. Hon drev den under två års tid tillsammans med anställda lärare, bland andra Folke W:son Berg, men han liksom andra lärare stannade bara kortare perioder. På förslag av konstnärerna Jonas Åkesson och Ernst Norlind anställdes då Tage Hansson som lärare. När Hansson undervisat en termin erbjöd Märta af Ekenstam honom att ta över skolan vilket han också gjorde. Hansson omorganiserade verksamheten kraftigt och införde både dag- och aftonkurs. Etablerade konstnärer som Bruno Hoppe, Fredrik Krebs, Justus Lundegård och Karl Aspelin hade tidigare tagit emot elever, men Skånska målarskolan var den första konstskolan i Skåne med reguljära höst- och vårterminer och med dag- och aftonkurser. Tage Hansson var skolans föreståndare fram till 1960.
I en tidningsartikel från 1936 beskrivs syftet med undervisningen: ”… att väcka och skärpa elevernas iakttagelse för det uttrycksfulla i naturens företeelser, samt att bibringa dem den tekniska färdighet som är nödvändig för att kunna i form och färg åskådliggöra detta …”.  Grunden var modellteckning, kroki och stillebenmåleri. (Det gavs även undervisning i landskapsmåleri i Arild sommaren 1944, eventuellt också andra år.) Tage Hanssons son Bengt Hansson tog över Skånska målarskolan 1960. Han gjorde inga större förändringar men lade till viss undervisning i konsthistoria, färglära och grafik (serigrafi och etsning) men fortfarande 1990 när Medborgarskolan tagit över Skånska målarskolan (man tog över 1988) ägnades hälften av studietiden åt modellteckning.
Elevantalet har legat runt femtio på dag- och kvällskurserna sammanlagt. För många elever har Skånska målarskolan varit första steget mot ett yrkesliv som konstnär. Efter ett par år på skolan har man sökt vidare till högre konstnärlig utbildning i Stockholm, Göteborg eller Köpenhamn. Några har gått till Målarskolan Forum eller Grafikskolan Forum i Malmö. Skolan har hela tiden varit avgiftsbelagd men Malmö stad har lämnat bidrag till stipendier. Skolan har också fått statsbidrag. Cirka 250 konstnärer har studerat på skolan, bland dem Åke Arenhill, Lennart Aschenbrenner, Lise Drougge, Hans Janstad, Gerhard Nordström och Max Walter Svanberg. Bland lärarna kan nämnas Gunnar Frieberg.

## Kronologi
1925: Märta af Ekenstam startar Skånska målarskolan på Kalendegatan 17.
1927: Tage Hansson tar över skolan. Man flyttar till Baltzarsgatan 30.
1960: Bengt Hansson tar över skolan efter sin far.
1972: Skolan flyttar till Södra Förstadsgatan 23 A.
1988: Medborgarskolan tar över skolan.
1993-2006: Skolan flyttar till Ystadsvägen, till Holmgången, vidare till Stadiongatan och 2006 till Bergsgatan 20 (Mazettihuset).
2011: Skolan står utan lokal sedan man tvingats lämna Mazettihuset på grund av för hög hyra.